# 24 maggio
Il 24 maggio è il 144º giorno del calendario gregoriano (il 145º negli anni bisestili). Mancano 221 giorni alla fine dell'anno.

## Eventi
- 1086 – Elezione di papa Vittore III
- 1153 – Malcolm IV diviene re di Scozia
- 1370 - Viene siglato il Trattato di Stralsund fra la Lega anseatica ed il Regno di Danimarca
- 1487 – L'impostore Lambert Simnel viene incoronato re come Edoardo VI a Dublino
- 1626 – Peter Minuit compra Manhattan
- 1671 - Viene rappresentata per la prima volta al Palais-Royal di Parigi la commedia Les fourberies de Scapin di Molière
- 1683 – Si inaugura l'Ashmolean Museum
- 1689 – L'Atto di Tolleranza che protegge i protestanti (ma non i cattolici romani, esclusi intenzionalmente) viene passato dal parlamento inglese
- 1738 – Viene fondata la Chiesa metodista
- 1787 – La Convenzione costituzionale degli Stati Uniti d'America si riunisce dopo che un quorum di delegati giunge a Filadelfia, Pennsylvania
- 1798 – I nazionalisti irlandesi si ribellano contro l'occupazione britannica, credendo che truppe francesi si apprestassero a invadere l'Irlanda
- 1810 – L'Argentina inizia la sua rivolta contro la Spagna
- 1814 – Papa Pio VII, liberato lascia Savona il 19 marzo e rientra nei suoi Stati (resi dai francesi il 24 gennaio 1814) dalla parte della Romagna, che lo accoglie molto benevolmente, giungendo a Roma il 24 maggio ricevuto da folla esultante
- 1822 – Battaglia di Pichincha: Simón Bolívar assicura l'indipendenza di Quito
- 1829 – Papa Pio VIII pubblica la lettera enciclica Traditi Humilitati Nostrae sulla condanna delle nuove concezioni filosofiche che propugnano l'indifferentismo, delle nuove traduzioni della Bibbia prive del placet della Chiesa, delle società segrete, della diffusione di libri funesti sulla difesa del sacro vincolo del matrimonio
- 1832 – Viene proclamato il Regno di Grecia durante una sessione della Convenzione di Londra
- 1844 – Viene inviato il primo messaggio telegrafico in Codice Morse: «What hath God wrought!»
- 1846 – Guerra messico-statunitense: il generale Zachary Taylor cattura Monterrey
- 1856 – L'abolizionista John Brown e i suoi uomini uccidono cinque sostenitori dello schiavismo presso Pottawatomie in Kansas
- 1861 – Guerra di secessione americana: le truppe dell'Unione occupano Alexandria (Virginia)
- 1883 – Il Ponte di Brooklyn viene aperto al traffico dopo 14 anni di costruzione
- 1895
  - Inghilterra – Henry Irving diventa il primo personaggio del mondo del teatro a essere proclamato cavaliere
  - A Londra il commediografo Oscar Wilde viene trovato colpevole di aver intrattenuto rapporti omosessuali e dunque di reati contro la morale, e per questo condannato alla reclusione
- 1900 – Guerra boera: il Regno Unito si annette lo Stato Libero dell'Orange
- 1901 – In una miniera del villaggio gallese di Senghenydd, vicino a Caerphilly, muoiono in un incidente 78 minatori
- 1910 – Buenos Aires, Argentina: Dorando Pietri corre la sua ultima maratona in 2.38'48"2, suo primato personaleLa quercia del 1895 piantata il 24 maggio 1924 in Piazza XXIV Maggio a Milano in memoria dei caduti della prima guerra mondiale.

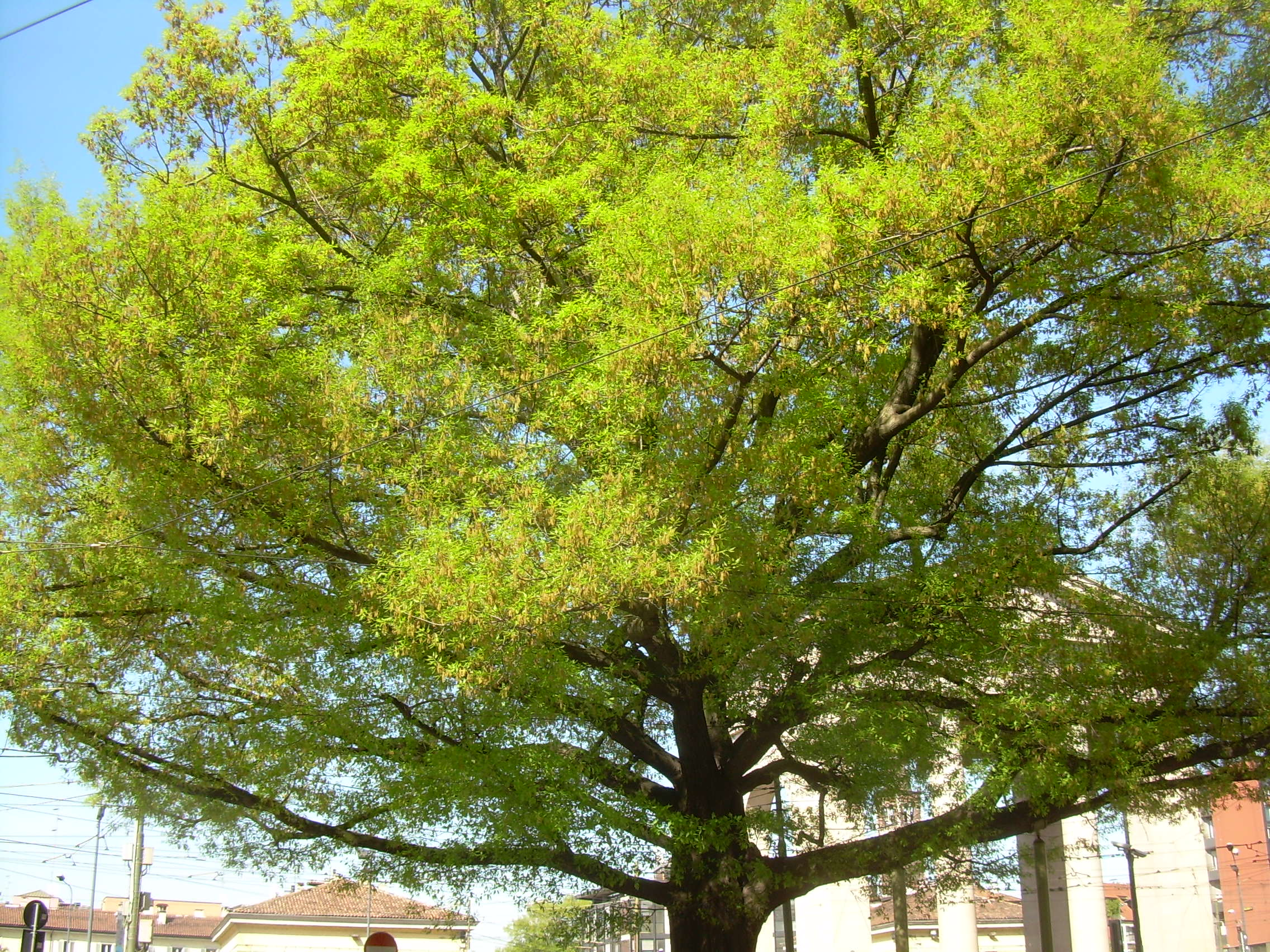
La quercia del 1895 piantata il 24 maggio 1924 in Piazza XXIV Maggio a Milano in memoria dei caduti della prima guerra mondiale.

- 1915 – L'Italia entra in guerra a fianco di Francia, Regno Unito e Impero russo: dal Forte Verena, sull'Altopiano di Asiago, viene scoccato un primo colpo di cannone verso le fortezze austriache situate sulla Piana di Vezzena sancendo ufficialmente l'inizio delle operazioni militari dell'Italia nella prima guerra mondiale; ai primi fanti del Regio Esercito che varcano il confine nella medesima data sarà poi dedicata la prima strofa de La leggenda del Piave
- 1923 – Si conclude la guerra civile irlandese con la vittoria dell'esercito nazionale irlandese
- 1928 – Il generale Umberto Nobile conquista il Polo Nord per la seconda volta con il dirigibile Italia
- 1929 – Debutta Le noci di cocco, il primo film dei Fratelli Marx
- 1930 – Amy Johnson atterra a Darwin (Australia), divenendo la prima donna a volare dal Regno Unito all'Australia (era partita il 5 maggio per un volo di 17600 km)
- 1940 – Igor' Sikorskij compie con successo il primo volo di un elicottero a rotore singolo
- 1941 – Seconda guerra mondiale:
  - Al largo di Siracusa il sommergibile britannico HMS Upholder (P37) affonda con due siluri la nave italiana Conte Rosso causando 1297 morti
  - Nel Nord Atlantico, la nave da battaglia tedesca Bismarck affonda la HMS Hood (51) nella battaglia dello stretto di Danimarca, uccidendo tutto l'equipaggio meno tre uomini di quella che era l'orgoglio della Royal Navy
- 1943 – Olocausto: Josef Mengele diventa capo ufficiale medico del Campo di concentramento di Auschwitz
- 1945 – Franz Ziereis, l'ultimo comandante del Campo di concentramento di Mauthausen-Gusen, viene ferito mortalmente in seguito a un tentativo di fuga
- 1956 – A Lugano, in Svizzera, si tiene il primo Eurovision Song Contest
- 1958 – La United Press International viene formata dalla fusione di United Press e International News Service
- 1961 – Cipro diventa membro del Consiglio d'Europa
- 1962 – Malcolm Scott Carpenter orbita tre volte attorno alla Terra, a bordo della capsula spaziale Aurora 7
- 1967 – L'Egitto impone un embargo lungo le coste israeliane che si affacciano sul Mar Rosso
- 1968
  - Alcuni studenti danno fuoco alla Borsa di Parigi
  - Viene inaugurato il Gateway Arch di Saint Louis, Missouri
  - Gli attivisti del Fronte di Liberazione del Québec prendono d'assalto l'ambasciata statunitense a Québec con un attacco dinamitardo
- 1970 – In Unione Sovietica iniziano le trivellazioni per il Pozzo superprofondo di Kola
- 1976 – Washington: il Concorde entra in servizio
- 1980 – La Corte internazionale di giustizia chiede il rilascio degli ostaggi dell'ambasciata statunitense di Teheran
- 1991 – Inizia l'Operazione Salomone, il grande trasferimento di ebrei falascia dall'Etiopia verso Israele
- 1993
  - L'Eritrea ottiene l'indipendenza dall'Etiopia
  - La Microsoft pubblica il sistema operativo Windows NT
- 2000 – A Parigi si tiene il Congresso del Millennio dei matematici, durante il quale vengono proposti sette problemi per il millennio a imitazione dei 23 problemi di Hilbert
- 2001 – Lo sherpa quindicenne Temba Tsheri diventa la persona più giovane ad aver scalato l'Everest
- 2002 – Un articolo sul primo nuovo ordine di insetti descritto dal 1914, il Mantophasmatodea, viene pubblicato su Science
- 2004 – Israele si ritira da Rafah, terminando l'Operazione Arcobaleno
- 2008 – Dopo 240 anni di monarchia, in Nepal viene proclamata la repubblica federale
- 2014 – Elezioni europee del 2014
- 2015 – Papa Francesco pubblica la sua seconda enciclica, Laudato si'
- 2019 – Milioni di studenti in tutto il mondo scendono in piazza per il Secondo sciopero globale per il clima, promosso dai gruppi di Fridays for Future e dall'attivista svedese Greta Thunberg
- 2022 –  Alla Robb Elementary School di Uvalde (Texas) avviene una strage che provoca la morte di 21 persone, inclusi 19 bambini

## Nati
Ci sono circa 1 120 voci su persone nate il 24 maggio; vedi la pagina Nati il 24 maggio per un elenco descrittivo o la categoria Nati il 24 maggio per un indice alfabetico.

## Morti
Ci sono circa 450 voci su persone morte il 24 maggio; vedi la pagina Morti il 24 maggio per un elenco descrittivo o la categoria Morti il 24 maggio per un indice alfabetico.

## Feste e ricorrenze

### Civili
Internazionali:
- Giornata europea dei parchi e dei giardini[1]

Nazionali:
- Italia – Ricorrenza dell'entrata in guerra nel 1915

### Religiose
Cristianesimo:
- Maria Ausiliatrice
- Santi Agostino Yi Kwang-hon, Agata Kim A-Gi e compagni, martiri coreani
- Sant'Amalia di Tavio, martire
- San Davide I di Scozia, re di Scozia
- Santi Donaziano e Rogaziano, martiri
- San Gennadio di Astorga, vescovo
- Santa Giovanna la Mirofora
- San Manaen, dottore e profeta della Chiesa di Antiochia
- Santa Sara la Nera
- San Servolo martire (Servulo)
- San Simeone Stilita il Giovane, anacoreta
- Santi Trentotto martiri di Filippopoli (o di Plovdiv)
- Sant'Uberto di Bretigny, monaco
- San Vincenzo di Lerino, abate
- San Zoello, martire
- Beato Benedetto di Gassino, monaco benedettino
- Beato Diego Alonso, mercedario
- Beato Filippo da Piacenza
- Beato Giovanni da Huete, mercedario
- Beato Juan de Prado, martire
- Beato Louis-Zéphirin Moreau, vescovo
- Beato Tommaso Vasiere, mercedario